# Новоандросово
Новоандро́сово — посёлок в Железногорском районе Курской области. Административный центр Новоандросовского сельсовета.

## Происхождение названия
Получил название от соседнего села Андросово, известного с XVII века, которое, в свою очередь, было названо по имени первопоселенца — Андроса.

## География
Расположен в восточной части района в 14 км к юго-востоку от города Железногорска и в 4,5 км от Михайловского водохранилища на реке Свапа. Ближайшие населённые пункты — село Андросово, посёлки Лев-Толстовский и Мартовский. К северу от посёлка расположено урочище Перерывец.

## История
Основан 19 ноября 1987 года. 17 августа 1989 года посёлок стал административным центром созданного Новоандросовского сельсовета.

## Население
| 2002 | 2010 |
| ---- | ---- |
| 902  | ↗906 |

## Инфраструктура
В посёлке действуют школа, детский сад, детский дом. Застройка представляет собой как частные, так и многоэтажные многоквартирные дома (в Восточном микрорайоне).
Улицы
В посёлке 5 улиц:
- Восточный Микрорайон
- Мирная
- Октябрьская
- Пионерская
- Советская